# Angelgrinder
Angelgrinder — четвёртый полноформатный студийный альбом шведской группы Lord Belial, вышедший в 2002 году.

## Об альбоме
Мастеринг альбома осуществлялся в Digitalfabriken. Микширование в студии Los Angered Recording Studios. Лирика альбома написана Thomas Backelin, за исключением композиции Satan Divine, лирику к которой написал Micke Backelin.
Третья композиция под названием Satan Divine является перезаписанной композицией с дебютного альбома группы Kiss the Goat. Альбом был переиздан лейблом Hellion Records с двумя бонус-треками Massacre (кавер-версия композиции группы Bathory) и The Trooper (Iron Maiden)

## Список композиций
1. Dominus Bellum (Intro) - 0:48
2. Angelgrinder - 5:36
3. Satan Divine - 4:00
4. Burn the Kingdom of Christ - 3:55
5. Unrelenting Scourge of War - 8:33
6. Wrath of the Antichrist Horde - 3:03
7. Ungodly Passage - 3:46
8. Kingdom of Infinite Grief - 5:11
9. Odium Vincit Omnia (Outro) - 2:51

### Бонус-треки издания, выпущенного лейблом Hellion Records
1. Massacre -
2. The Trooper

## Участники записи
- Thomas Backelin - вокал, ритм-гитара, акустическая и соло-гитара
- Fredrik Wester - ритм- и соло-гитара
- Anders Backelin - бас, пианино
- Micke Backelin - ударные

### Приглашённые участники
- Cecilia Sander - Flute
- Satanik K Kranium - клавишные